# Lista över sekreterare i Göta hovrätt
Detta är en lista över sekreterare i Göta hovrätt.

## Sekreterare i Göta hovrätt
- 1635–1645: Lars Bohm
- Johan Hulthenius
- 1650–1657: David Foughman
- 1657–1662: Olof Gammal
- Paulus Rudbeckius
- 1665–1670: Erland Camenius
- Samuel Hammarstedt
- 1677–: Gustaf Hammarberg
- 1685–: Johan Teller
- 1697–1700: Olof Sandberg
- 1700–1706: Achatius Hager
- Nils Silfverskiöld
- 1708–1718: Leonhard Hägerhielm
- 1718–1719: Johan Lillienadler
- Johan Olof Hager
- 1739–: Carl Axel Lilliecreutz
- 1755–: Arvid Silfverschiöld
- 1747–1750: Peter Fredrik von Hegardt
- Josua Planck
- 1756–1760: Erik Adolf Roos
- 1761: Elias Wettercrona
- Erik Georg Höjer
- 1764–1770: Gustaf Mauritz Posse
- 1770–1773: Adolf Fredrik Silfversparre
- 1773–1778: Casten von Otter
- Ander Wåhlin
- Johan Samuel Lothigius